# Río de Bois
Río de Bois es una aldea española situada en la parroquia de Parada dos Montes, del municipio de Puebla del Brollón, en la provincia de Lugo, Galicia.

## Geografía
Está situado a 725 metros de altitud en una zona montañosa, al oeste de la Sierra del Caurel. 

## Historia
El 17 de julio de 2022 un incendio forestal originado por una tormenta eléctrica días antes arrasó la aldea, ardiendo 4 casas y 2 alpendres abandonados.

## Demografía
| Gráfica de evolución demográfica de Río de Bois entre 2000 y 2020 |
|                                                                   |
| Datos según el nomenclátor publicado por el INE.                  |

## Patrimonio
- Casa de A Forcada.
- Ermita de San Sebastián.
- Molino de Río de Bois.